# Scheur (mechanica)

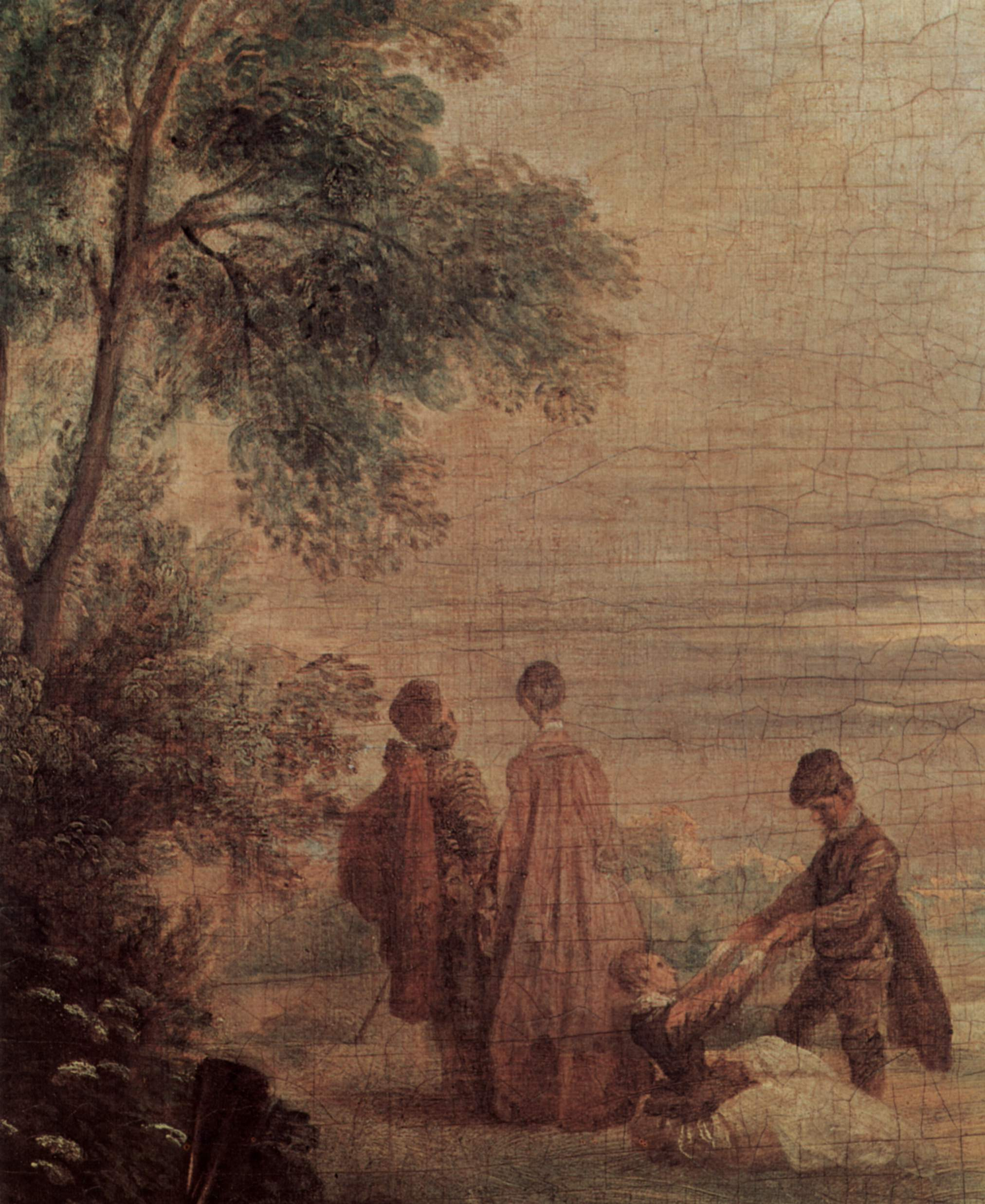
Jean Antoine Watteau, Rendez-vous de chasse, ca. 1720. Door langzame uitdroging is een patroon van grote en kleine craquelures ontstaan.

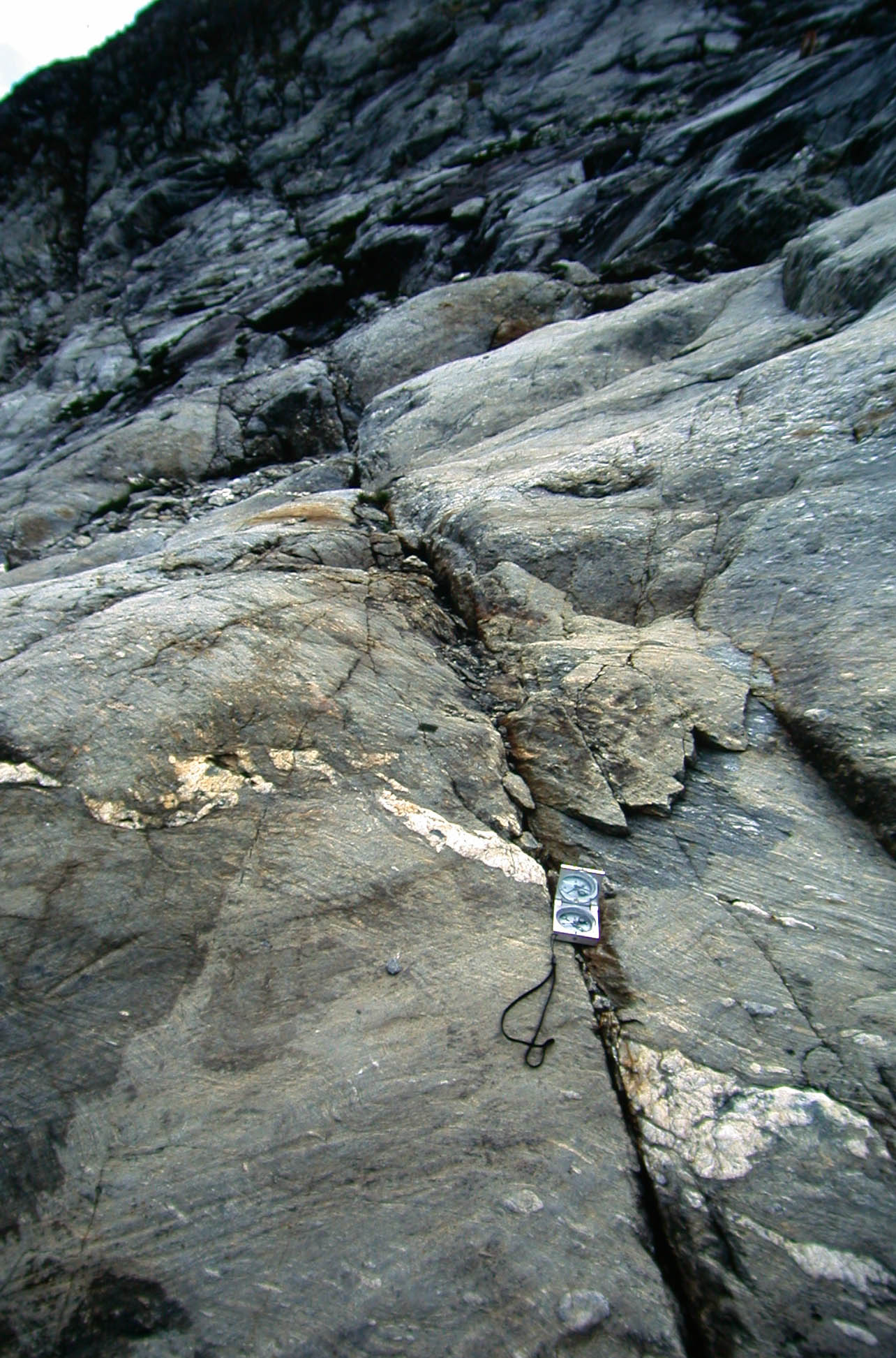
Een scheur in het kwartsgesteente van de Italiaanse Alpen.

Een scheur is een lijnvormige onderbreking, een spleet of reet in een materiaal, die zonder hulpmiddelen of andere controle tot stand komt. Een breuk begint als een scheur op de plaats waar de trekkrachten het eerst de weerstand tegen vormverandering overtreffen. Een scheur in een dun materiaal zoals papier of stof kan per ongeluk ontstaan of kan soms met weinig moeite gemaakt worden door het materiaal met beide handen uit elkaar te trekken. In tegenstelling tot een al dan niet rechtlijnige snede die met snijgereedschap zoals een schaar kan worden gemaakt, is een scheur doorgaans rafelig en grotendeels ongepland. Een uitzondering hierop is een scheur langs een geperforeerde lijn, waarbij een reeks kleine gaatjes of sneetjes helpt om een nette scheur te maken.

## Scheurvorming
Materialen verschillen van elkaar in de mate waarin scheurvorming mogelijk is, afhankelijk van de stijfheid, taaiheid, structuur en de richting van de ondervonden kracht. Kwantificatie van deze verschillen is onderwerp van onderzoek in de materiaalkunde en mechanica. Sommige materialen zoals verschillende soorten plastic en rubber zijn in onbeschadigde staat lastig te scheuren, maar scheuren gemakkelijk verder wanneer er eenmaal een kleine scheur of snede is gemaakt. Houtsoorten met grote poriën zoals eiken splijten eerder dan soorten met een fijnere structuur. Er bestaan diverse standaarden zoals ISO 1974 (de Elmendorf Tear Test) om de weerstand van materialen tegen scheuren te karakteriseren.

## Scheuren in brosse materialen
Craquelé is een netwerk van kleine barstjes dat kan ontstaan in brosse materialen zoals keramiek door herhaalde afwisseling van trek- en drukkrachten op een object, zoals bij krimp en uitzetting van het materiaal onder invloed van schommelingen in vochtigheid en temperatuur. Op schilderijen zijn craquelures een indicatie van ouderdom omdat deze moeilijk overtuigend na te maken zijn. Met nieuwere verf gevulde craquelures wijzen op een restauratie of een latere overschildering.

## Scheuren in dunne materialen
Scheuren in dunne materialen, zoals papier of textiel kunnen meestal vrij eenvoudig gemaakt worden. In een materiaal met een voorkeursrichting, zoals het meest papier maar ook geweven textiel, bestaan voorkeursrichtingen waarin het materiaal makkelijker scheurt. Zo kan in textiel en winkelhaak ontstaan, door scheuren op de twee haaks op elkaar staande voorkeursrichtingen.

## Scheuren in levende materialen
Botbreuken zijn onder te verdelen in acute fracturen door een externe kracht en chronische fracturen veroorzaakt door herhaalde belasting van het bot, waarbij kleine scheurtjes kunnen uitgroeien tot een breuk.
Een gescheurde spier of pees kan ontstaan door overbelasting of verzwikking en is een tamelijk veel voorkomende blessure bij intensieve lichamelijke sporten zoals atletiek, vooral wanneer de spier onvoldoende getraind is. Vanwege de plotselinge en vaak pijnlijke symptomen wordt de blessure soms een 'zweepslag' genoemd. Genezing is gebaat bij onmiddellijke koeling en meerdere dagen rust. Ook een drukverband helpt het genezingsproces.
Bij een marteling als vierendelen wordt een geheel lichaam gescheurd, waardoor de persoon overlijdt.
Het scheuren of delen van planten is het uit elkaar trekken van de wortelkluit van een oudere meerjarige plant om die te verjongen en de groeikracht te herstellen. Dit kan geschieden met een schop of hark in de herfst of in het voorjaar. De oorspronkelijke plant wordt dan de moederplant genoemd.

## Scheuren in gebouwen
Een scheur in een muur duidt op plaatselijke overbelasting in een bouwwerk door overmatige druk of een verzakking van het onderliggend fundament. Er bestaan verschillende technieken om dergelijke openingen te vullen en de draagkracht van een gescheurde muur te herstellen. Muurankers kunnen helpen om verdere verwijding te voorkomen, en worden ook preventief en decoratief toegepast.

## Scheuren in wegen
Een scheur in het asfalt van een wegdek kan ontstaan door de druk van boomwortels die eronder groeien, waarbij het asfalt naar boven wordt geduwd, of door ongelijkmatige ondersteuning aan de rand, waarbij die afkalft en in de berm schuift. Om het in- en uitzetten van een materiaal bij weersschommelingen mogelijk te maken en scheurvorming tegen te gaan worden rubberen of andere flexibele strips toegepast. Ook een speciale slijtlaag kan helpen om aantasting van het materiaal zelf tegen te gaan.

## Scheuren in de aardkorst
Een scheur of breuk in de aardkorst is een discontinuïteit in de opbouw van de bodem, vaak met verminderde interne samenhang.
Bij aardbevingen ontstaan soms diepe scheuren met aanzienlijke lengtes, waardoor aardverschuivingen kunnen optreden en ravijnen ontstaan. Scheuren in een gesteente kunnen ertslagen of aders vormen.